# Yébenes (kommun i Spanien)
Yébenes är en kommun i Spanien.   Den ligger i provinsen Toledo och regionen Kastilien-La Mancha, i den centrala delen av landet, 110 km söder om huvudstaden Madrid. Antalet invånare är 6 367.